# 33699 Jessiegan
33699 Jessiegan è un asteroide della fascia principale. Scoperto nel 1999, presenta un'orbita caratterizzata da un semiasse maggiore pari a 2,7912695 UA e da un'eccentricità di 0,0161393, inclinata di 1,79946° rispetto all'eclittica.